# Świdry Podleśne
Świdry Podleśne – wieś w Polsce położona w województwie podlaskim, w powiecie kolneńskim, w gminie Grabowo.
Na przełomie lat 1783/1784 wieś leżała w parafii Grabowo, dekanat wąsoski diecezji płockiej i była własnością jedenastu rodzin szlacheckich: Boguskiego, Borowskiego, Gardockiego, Dobrzyckiego, Grądzkiego, Konopki, Lipińskiego, Męczkowskiego, Romatowskiego, Świderskich i Wiszowatych. W latach 1975–1998 miejscowość administracyjnie należała do województwa łomżyńskiego.
Wierni kościoła rzymskokatolickiego należą do parafii św. Jana Chrzciciela w Grabowie.